# Gai (cognome)
Gai è un cognome di lingua italiana.

## Varianti
Cai, Caio, Gaia, Gaiani, Gaio, Gaj.

## Origine e diffusione
Cognome tipicamente settentrionale, è presente prevalentemente in Piemonte nel torinese e in Toscana nel pistoiese, con un ceppo laziale.
Potrebbe derivare dal prenome Gaio.
In Italia conta circa 756 presenze.
La variante Gaj è tipicamente torinese e astigiana; Gaiani è emiliano-romagnolo e lombardo.

## Persone
- Francesco Gai (1835-1917) – pittore, scultore e architetto italiano
- Lucia Gai – rugbista a 15 italiana